# Poliacetal

El polioximetileno ( POM ), también conocido como acetal, poliacetal y poliformaldehído, es un termoplástico de ingeniería utilizado en piezas de precisión que requieren alta rigidez, baja fricción y excelente estabilidad dimensional. Al igual que con muchos otros polímeros sintéticos, es producido por diferentes empresas químicas con fórmulas ligeramente diferentes y se vende de diversas formas con nombres como Delrin, Kocetal, Ultraform, Celcon, Ramtal, Duracon, Kepital, Polypenco, Tenac y Hostaform.
El POM se caracteriza por su alta resistencia, dureza y rigidez a −40 °C El POM es intrínsecamente blanco opaco debido a su alta composición cristalina, pero se puede producir en una variedad de colores. POM tiene una densidad de 1.410–1.420 g/cm 3 .
Las aplicaciones típicas del POM moldeado por inyección incluyen componentes de ingeniería de alto rendimiento, como ruedas dentadas pequeñas, monturas de anteojos, rodamientos de bolas, fijaciones de esquí, sujetadores, piezas de armas, mangos de cuchillos y sistemas de bloqueo. El material es ampliamente utilizado en la industria automotriz y electrónica de consumo . La resistividad eléctrica del POM es de 14×10 15 Ω⋅cm, lo que lo convierte en un dieléctrico con un voltaje de ruptura de 19,5 MV/m .

## Desarrollo
El polioximetileno fue descubierto por Hermann Staudinger, un químico alemán que recibió el Premio Nobel de Química en 1953. Había estudiado la polimerización y la estructura de POM en la década de 1920 mientras investigaba macromoléculas, que caracterizó como polímeros. Debido a problemas de termoestabilidad, el POM no se comercializó en ese momento.
Alrededor de 1952, los químicos investigadores de DuPont sintetizaron una versión de POM, y en 1956 la empresa solicitó la protección de patente del homopolímero . DuPont acredita a RN MacDonald como el inventor del POM de alto peso molecular. Las patentes de MacDonald y colaboradores describen la preparación de POM terminado en hemiacetal (~O-CH 2 OH) de alto peso molecular,  pero estos carecen de suficiente estabilidad térmica para ser comercialmente viables. El inventor de un homopolímero POM termoestable (y por lo tanto útil) fue Stephen Dal Nogare,  quien descubrió que la reacción de los extremos del hemiacetal con anhídrido acético convierte el hemiacetal fácilmente despolimerizable en un plástico procesable por fusión térmicamente estable.
En 1960, DuPont completó la construcción de una planta para producir su propia versión de resina de acetal, llamada Delrin, en Parkersburg, West Virginia . También en 1960, Celanese completó su propia investigación. Poco después, en sociedad limitada con la firma de Fráncfort Hoechst AG, se construyó una fábrica en Kelsterbach, Hesse ; a partir de ahí, Celcon se produjo a partir de 1962, y Hostaform se unió a él un año después. Ambos continúan en producción bajo los auspicios de Celanese y se venden como parte de un grupo de productos que ahora se llama 'Hostaform/Celcon POM .

## Producción
Se utilizan diferentes procesos de fabricación para producir las versiones de homopolímero y copolímero de POM Poliacetal.

### Homopolímero
Para hacer homopolímero de poli (óxido de metileno), se debe generar formaldehído anhidro . El método principal es por reacción del formaldehído acuoso con un alcohol para crear un hemiformal, deshidratación de la mezcla de hemiformal/agua (ya sea por extracción o destilación al vacío ) y liberación del formaldehído calentando el hemiformal. A continuación, el formaldehído se polimeriza por catálisis aniónica y el polímero resultante se estabiliza por reacción con anhídrido acético . Debido al proceso de fabricación, las secciones transversales de gran diámetro pueden tener una porosidad central pronunciada. Un ejemplo típico es Delrin de DuPont o Ultraform de BASF.

### Copolímero
El copolímero de polioximetileno reemplaza aproximadamente del 1 al 1,5 % de los grupos −CH 2 O− con −CH 2 CH 2 O−.
Para hacer copolímero de polioximetileno, el formaldehído generalmente se convierte en trioxano (específicamente 1,3,5-trioxano, también conocido como trioxina). Esto se realiza mediante catálisis ácida (ya sea ácido sulfúrico o resinas ácidas de intercambio iónico ) seguida de la purificación del trioxano por destilación y/o extracción para eliminar el agua y otras impurezas que contienen hidrógeno activo. Los copolímeros típicos son Hostaform de Celanese y Ultraform de BASF .
El comonómero es típicamente dioxolano, pero también se puede usar óxido de etileno . El dioxolano se forma por reacción de etilenglicol con formaldehído acuoso sobre un catalizador ácido. También se pueden usar otros dioles.
El trioxano y el dioxolano se polimerizan utilizando un catalizador ácido, a menudo eterato de trifluoruro de boro, BF 3 OEt 2 . La polimerización puede tener lugar en un disolvente no polar (en cuyo caso el polímero se forma como una suspensión) o en trioxano puro (por ejemplo, en una extrusora). Después de la polimerización, el catalizador ácido debe desactivarse y el polímero debe estabilizarse mediante hidrólisis en estado fundido o en solución para eliminar los grupos terminales inestables.
El polímero estable se combina en estado fundido, agregando estabilizadores térmicos y oxidativos y, opcionalmente, lubricantes y rellenos diversos.

### Fabricación
El POM se suministra en forma peletisada y se le puede dar la forma deseada aplicando calor y presión. Los dos métodos de formación más comunes empleados son el moldeo por inyección y la extrusión.
Las aplicaciones típicas del POM moldeado por inyección incluyen componentes de ingeniería de alto rendimiento (p. ej., engranes, fijaciones, yoyos, cierres, cerraduras). El material es ampliamente utilizado en la industria automotriz y electrónica de consumo. Hay calidades especiales que ofrecen mayor tenacidad mecánica, rigidez o propiedades de baja fricción/desgaste.
El POM se extruye comúnmente como longitudes continuas de sección redonda o rectangular. Estas secciones se pueden cortar a medida y vender como barras o láminas para mecanizar.

## Propiedades
El POM se caracteriza por su alta resistencia al impacto, rigidez y dureza hasta los -40 °C. Tiene un color intrínseco blanco opaco, debido a su composición altamente cristalina, pero está disponible en todos los colores. Tiene una densidad de ρ=1,410 a 1,420 g/cm³. Es el material más cristalino que se maquina en la industria. El polioxidometileno es un material resistente con un muy bajo coeficiente de fricción. Sin embargo, presenta problemas al ser expuesto a ácidos fuertes.
Se clasifican según su estructura en homopolímeros y copolímeros. El homopolímero del POM es semi-cristalino (75-85% cristalino), con un punto de fusión de 175 °C. Tiene propiedades mecánicas algo mejores, pero su estabilidad termo-oxidante es peor que la del copolímero. El copolímero tiene un punto de fusión ligeramente menor de 162 a 173 °C. Solo el copolímero es adecuado para una utilización continua en agua caliente.
Ventajas POM:
- Alta resistencia mecánica
- Estabilidad dimensional
- Alta resistencia a la abrasión
- Bajo coeficiente de fricción
- Alta resistencia al calor
- Buenas características eléctricas y dieléctricas
- Baja absorción de agua
- Fácil mecanización
- Elevada resistencia al estrés.
- Elevada resistencia a la compresión. Resistencia a los golpes también a bajas temperaturas

| Propiedades físicas medias de POM reforzados o no reforzados |           |             |             |
| Nombre (unidad)                                              | POM       | POM 25 % fv | POM 30 % bv |
| Resistencia a la tracción (MPa)                              | 70        | 120         | 37          |
| Resistencia a la ruptura por flexión (MPa)                   | 110       | 165         | -           |
| Resistencia a la ruptura por compresión (MPa)                | 110       | 140         | -           |
| Módulo de elasticidad por tracción (MPa)                     | 3 100     | 10 500      | 3 700       |
| Módulo de elasticidad por flexión (MPa)                      | 2 900     | 9 000       | 3 200       |
| Coeficiente de Poisson                                       | 0,35      | ?           | ?           |
| Alargamiento a la ruptura por flexión (%)                    | 25        | 4           | 6           |
| Resistencia al desgaste (u/km)                               | 0,75      | -           | -           |
| Temperatura de resistencia a la calor continua (°C)          | -40 a 115 | -40 a 135   | -           |
| Temperatura de utilización máxima a corto plazo (°C)         | 135       | 150         | -           |

## Mecanizado
Cuando se suministra como barra o lámina extruida, el POM se puede mecanizar utilizando métodos tradicionales como torneado, fresado, taladrado, etc. Estas técnicas se emplean mejor cuando la economía de producción no justifica el gasto del procesamiento por fusión. El material es de corte libre, pero requiere herramientas afiladas con un alto ángulo de incidencia. El uso de lubricante de corte soluble no es necesario, pero se recomienda.
Las láminas de POM se pueden cortar de forma limpia y precisa con un láser infrarrojo, como en una cortadora láser de CO 2 .
Debido a que el material carece de la rigidez de la mayoría de los metales, se debe tener cuidado de usar fuerzas de sujeción ligeras y un soporte suficiente para la pieza de trabajo.
Como puede ser el caso con muchos polímeros, el POM mecanizado puede ser dimensionalmente inestable, especialmente con piezas que tienen grandes variaciones en el grosor de las paredes. Se recomienda que dichas características sean "diseñadas", por ejemplo, agregando filetes o reforzando las costillas. El recocido de las piezas premecanizadas antes del acabado final es una alternativa. Una regla general es que, en general, los componentes pequeños mecanizados en POM sufren menos deformaciones.
El POM suele ser muy difícil de unir, y el copolímero suele responder peor a los adhesivos convencionales que el homopolímero. Se han desarrollado procesos y tratamientos especiales para mejorar la unión. Por lo general, estos procesos implican el grabado de la superficie, el tratamiento con llama, el uso de un sistema de imprimación/adhesivo específico o la abrasión mecánica.
Los procesos típicos de grabado involucran ácido crómico a temperaturas elevadas. DuPont utiliza un proceso patentado para tratar el homopolímero de acetal llamado satinado que crea una rugosidad superficial suficiente para el enclavamiento micromecánico. También hay procesos que involucran plasma de oxígeno y descarga de corona. Para obtener una alta fuerza de unión sin herramientas especializadas, tratamientos o rugosidad, se puede usar el adhesivo para prisma Loctite 401 combinado con el imprimador para prisma Loctite 770 para obtener una fuerza de unión de ~1700 psi.
Una vez que se prepara la superficie, se pueden usar varios adhesivos para la unión. Estos incluyen epoxis, poliuretanos y cianoacrilatos . Los epóxicos han mostrado 150-1050 psi (105,5-738,7 mca) resistencia al corte. Los cianoacrilatos son útiles para unir metales, cuero, caucho, algodón y otros plásticos.
La soldadura con solvente generalmente no tiene éxito en polímeros de acetal, debido a la excelente resistencia a los solventes del acetal. 
La soldadura térmica a través de varios métodos se ha utilizado con éxito tanto en homopolímeros como en copolímeros.

## Uso

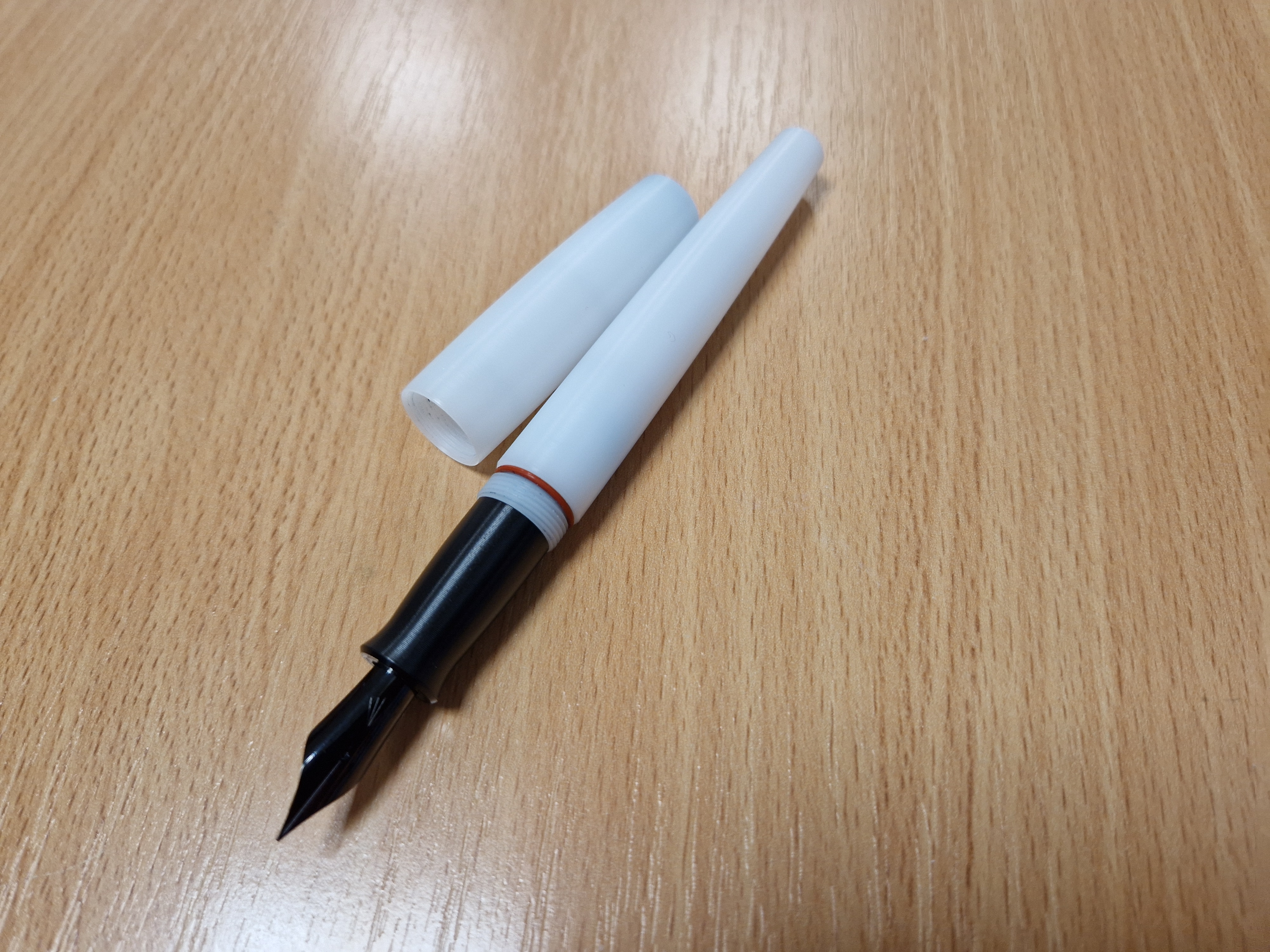
Pluma estilográfica con cuerpo y capuchón de polioximetileno

- Pluma estilográfica con cuerpo y capuchón de polioximetileno Engranajes mecánicos, elementos deslizantes y de guía, piezas de carcasa, resortes, cadenas, tornillos, tuercas, ruedas de ventilador, piezas de bombas, cuerpos de válvulas.
- Ingeniería eléctrica: aisladores, bobinas, conectores, piezas para aparatos electrónicos como televisores, teléfonos, etc.
- Vehículo: unidad emisora de combustible, luz/palanca de control/interruptor combinado (incluida la palanca de cambios para luz, señal de giro), elevalunas eléctricos, sistemas de bloqueo de puertas, carcasas articuladas.
- Maqueta: piezas de maquetas de trenes, como camiones (bogies) y pasamanos (manillar). El POM es más resistente que el ABS, viene en colores translúcidos brillantes y no se puede pintar.
- Aficiones: tren principal de helicóptero controlado por radio, patín de aterrizaje, yo-yos, puntas de goteo de vapeo, ruedas de impresora 3D, K'Nex,[19] muñecas articuladas,[20] etc.
- Médico: pluma de insulina, inhaladores de dosis medidas (MDI).
- Industria alimentaria: la Administración de Alimentos y Medicamentos ha aprobado algunos grados de POM para bombas de leche, grifos de café, carcasas de filtros y transportadores de alimentos.[21]
- Muebles: herrajes, cerraduras, manijas, bisagras, rodillos para mecanismos deslizantes de muebles

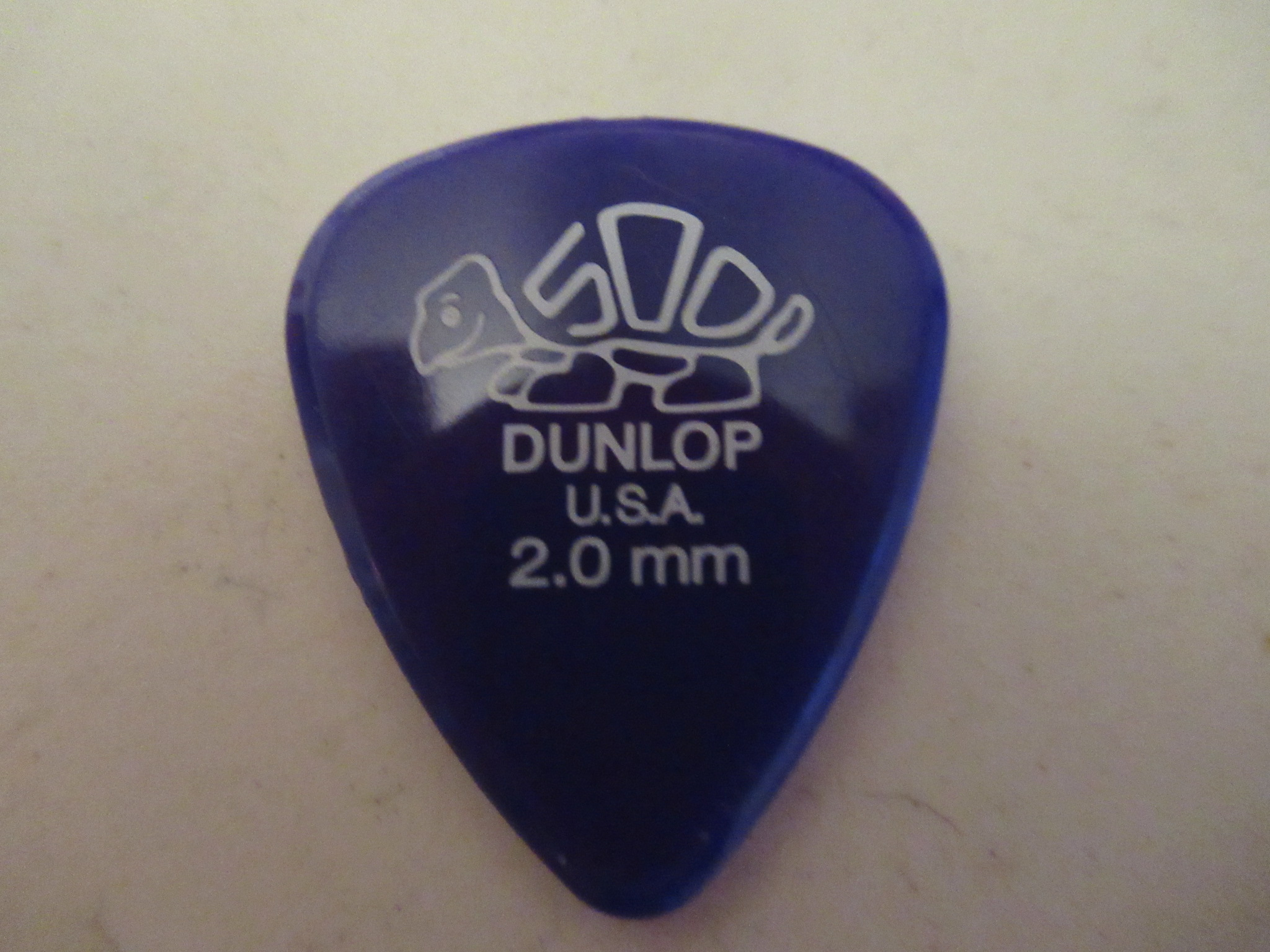
Púa de guitarra Dunlop "Delrin 500"

- Púa de guitarra Dunlop "Delrin 500" Construcción: vidrio estructural - porta cápsulas para punto
- Envasado: latas de aerosol, depósitos de vehículos.
- Bolígrafos: utilizado como material para cuerpos y tapas de bolígrafos.
- Deportes: accesorios de paintball. A menudo se usa para piezas mecanizadas de marcadores de paintball que no requieren la resistencia del aluminio, como manijas y pernos alternativos. POM también se usa en pistolas de airsoft para reducir el ruido del pistón.
- Longboarding : material de disco para guantes deslizantes que ayuda al ciclista a tocar la carretera y apoyarse en la mano para reducir la velocidad, detenerse o realizar trucos.
- Ropa: cremalleras .
- Música: púas, flautas irlandesas, gaitas, cantores de práctica, plectra de clavicémbalo, boquillas de instrumentos, puntas de algunas baquetas.[22][23]
- Comedor: cafeteras completamente automáticas; mangos de cuchillos (en particular cuchillos plegables).
- Relojería : piezas de movimiento mecánico (p. ej. Lemania 5100[24] ), pulseras de reloj (p. ej. CBI Porsche Design 3701).
- Accesorios para vapor/cigarrillos electrónicos: material utilizado en la fabricación de la mayoría de las "puntas de goteo" (boquilla).
- Productos de tabaco: El Grupo BIC utiliza Delrin para sus encendedores.[25]
- Teclas de teclado : Cherry usa POM para sus teclados de las series G80 y G81.[26]

## Degradación

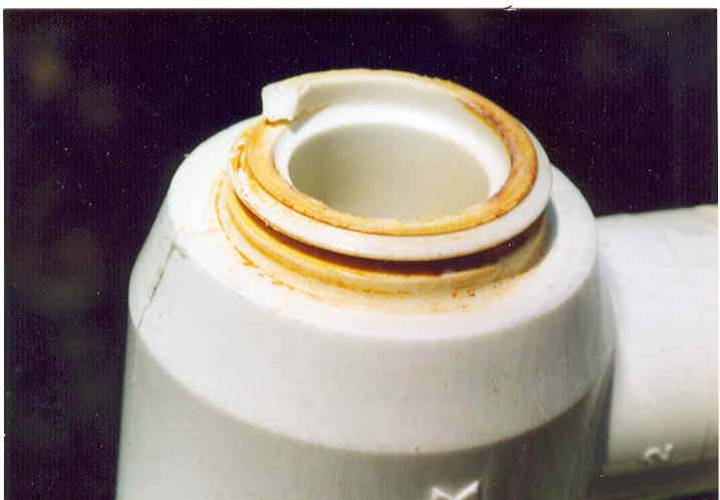
Ataque de cloro de la junta de fontanería de resina de acetal

Las resinas de acetal son sensibles a la hidrólisis ácida y a la oxidación por agentes como el ácido mineral y el cloro . El homopolímero POM también es susceptible al ataque alcalino y es más susceptible a la degradación en agua caliente. Por lo tanto, los niveles bajos de cloro en los suministros de agua potable (1–3 ppm) puede ser suficiente para causar el agrietamiento por estrés ambiental, un problema experimentado tanto en los EE. UU. como en Europa en los sistemas de suministro de agua domésticos y comerciales. Las molduras defectuosas son más sensibles al agrietamiento, pero las molduras normales pueden sucumbir si el agua está caliente. Tanto el homopolímero como el copolímero POM están estabilizados para mitigar este tipo de degradación.
En aplicaciones químicas, aunque el polímero suele ser adecuado para la mayoría de los trabajos de cristalería, puede sucumbir a fallas catastróficas. Un ejemplo de esto sería el uso de clips de polímero en áreas calientes de la cristalería (como una unión entre el matraz y la columna, entre la columna y el cabezal o entre el cabezal y el condensador durante la destilación). Dado que el polímero es sensible a la hidrólisis tanto del cloro como del ácido, puede funcionar muy mal cuando se expone a los gases reactivos, particularmente al cloruro de hidrógeno ( HCl ). Las fallas en este último caso pueden ocurrir con exposiciones aparentemente sin importancia de juntas bien selladas y hacerlo sin previo aviso y rápidamente (el componente se dividirá o se desmoronará). Esto puede ser un riesgo importante para la salud, ya que el vidrio puede abrirse o romperse. En este caso, el PTFE o el acero inoxidable de alta calidad pueden ser una opción más adecuada.
Además, el POM puede tener características indeseables cuando se quema. La llama no es autoextinguible, muestra poco o nada de humo y la llama azul puede ser casi invisible a la luz ambiental. La quema también libera gas de formaldehído, que irrita los tejidos de la nariz, la garganta y los ojos.